# Дельтоидальный икоситетраэдр
Дельтоида́льный икоситетра́эдр (от «дельтоид» и др.-греч. εἴκοσι — «двадцать», τέτταρες — «четыре», ἕδρα — «грань»), также называемый тетрагонтриокта́эдром (от др.-греч. τέτταρες — «четыре», γωνία — «угол», τρία — «три», οκτώ — «восемь» и ἕδρα — «грань»), — полуправильный многогранник (каталаново тело), двойственный ромбокубооктаэдру.
Составлен из 24 одинаковых выпуклых дельтоидов.
Имеет 26 вершин. В 8 вершинах (расположенных так же, как вершины куба) сходятся по 3 грани своими тупыми углами; в 6 вершинах (расположенных так же, как вершины октаэдра) сходятся по 4 грани острыми углами, противоположными тупому; в остальных 12 вершинах (расположенных так же, как вершины кубооктаэдра) сходятся по 4 грани острыми углами, соседними с тупым.

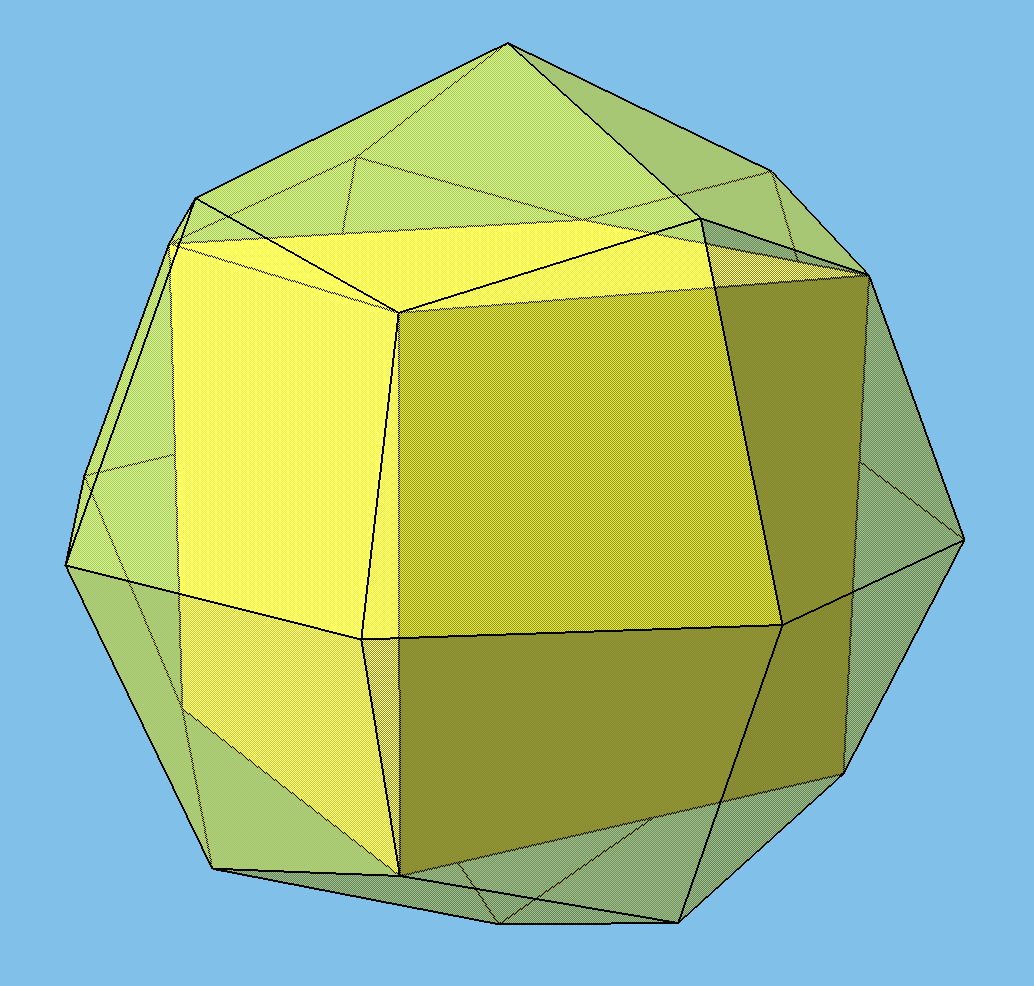
8 вершин расположены так же, как вершины куба
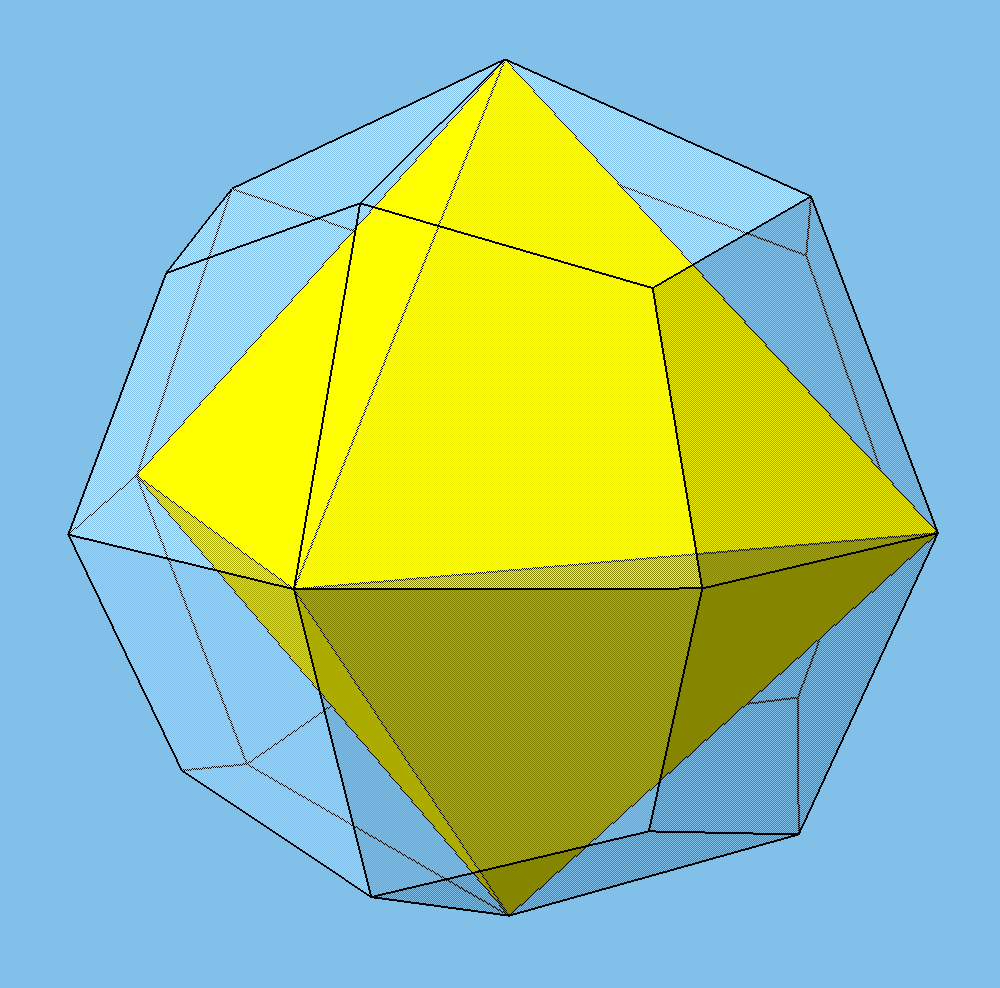
6 вершин расположены так же, как вершины октаэдра
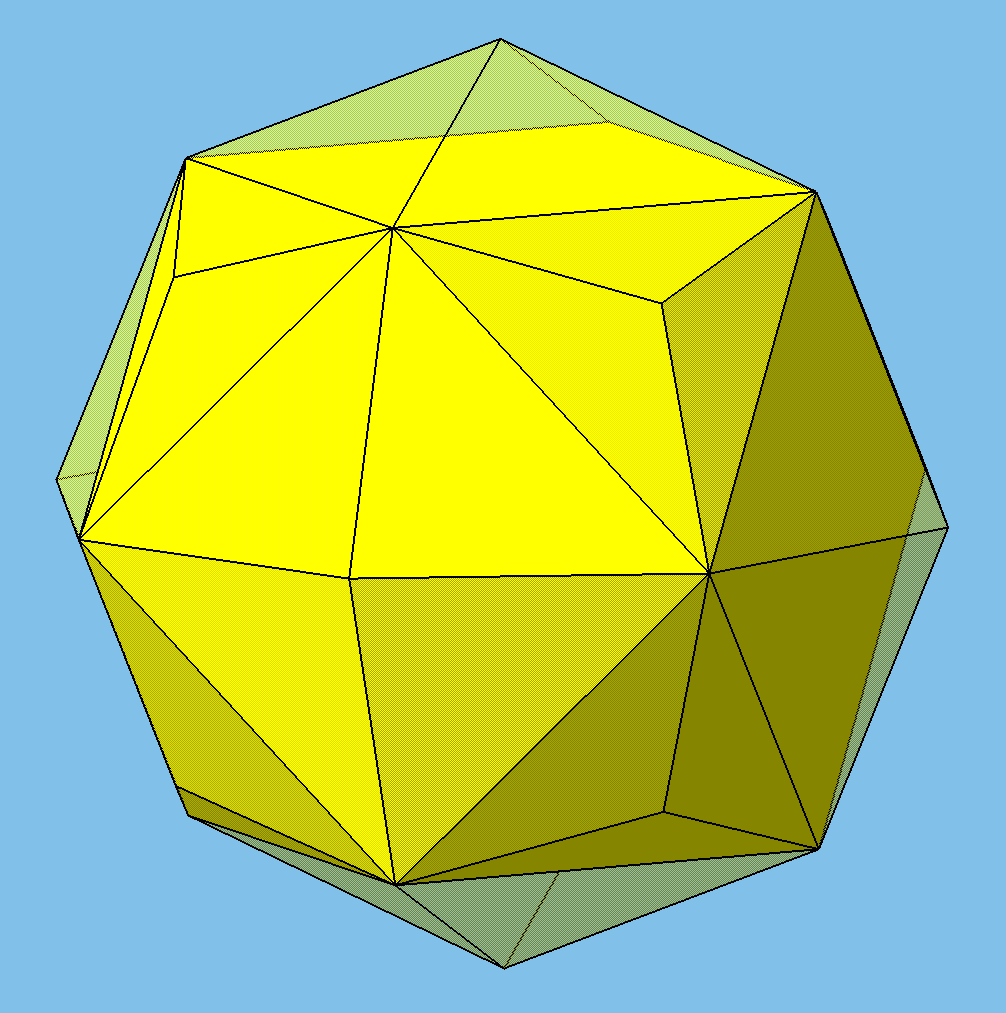
12 вершин расположены так же, как вершины кубооктаэдра

Имеет 48 рёбер — 24 «длинных» (вместе образующих нечто вроде «раздутого» остова октаэдра) и 24 «коротких» (образующих «раздутый» остов куба).
Дельтоидальный икоситетраэдр — одно из шести каталановых тел, в которых нет гамильтонова цикла; гамильтонова пути для всех шести также нет.

## Метрические характеристики и углы

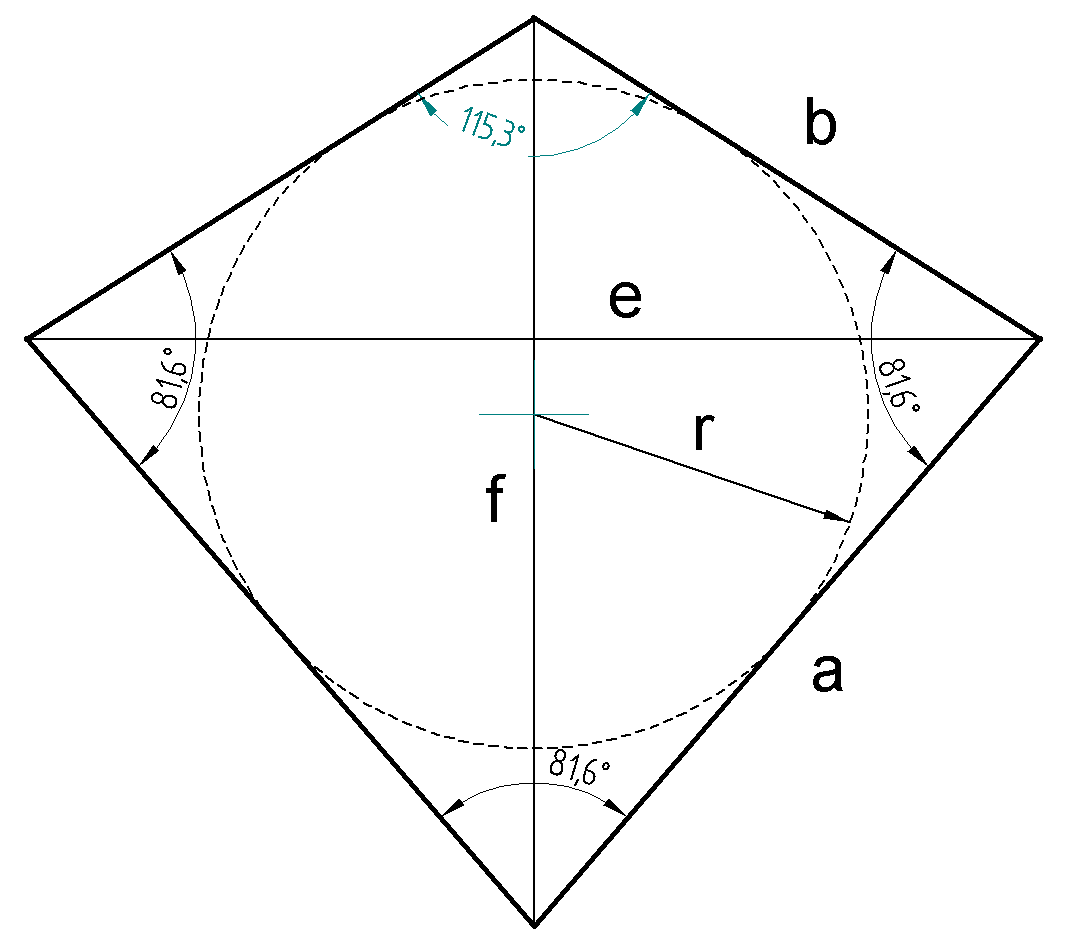
Грань дельтоидального икоситетраэдра

Если «короткие» рёбра дельтоидального икоситетраэдра имеют длину {\displaystyle b}, то его «длинные» рёбра имеют длину
{\displaystyle a={\frac {1}{2}}\left(4-{\sqrt {2}}\right)b\approx 1{,}2928932b.}
Площадь поверхности и объём многогранника при этом выражаются как
{\displaystyle S=6{\sqrt {29-2{\sqrt {2}}}}\;b^{2}\approx 30{,}6948957b^{2},}
{\displaystyle V={\sqrt {122+71{\sqrt {2}}}}\;b^{3}\approx 14{,}9133887b^{3}.}
Радиус вписанной сферы (касающейся всех граней многогранника в их центрах вписанных окружностей) при этом будет равен
{\displaystyle r={\frac {1}{2}}{\sqrt {{\frac {1}{17}}\left(78+47{\sqrt {2}}\right)}}\;b\approx 1{,}4575767b,}
радиус полувписанной сферы (касающейся всех рёбер) —
{\displaystyle \rho ={\frac {1}{4}}\left(2+3{\sqrt {2}}\right)b\approx 1{,}5606602b,}
радиус окружности, вписанной в грань —
{\displaystyle r_{\Gamma \mathrm {P} }={\sqrt {\rho ^{2}-r^{2}}}={\frac {1}{2}}{\sqrt {{\frac {1}{34}}\left(31+8{\sqrt {2}}\right)}}\;b\approx 0{,}5577905b,}
бо́льшая диагональ грани (делящая грань на два равнобедренных треугольника) —
{\displaystyle e={\frac {1}{2}}{\sqrt {10+{\sqrt {2}}}}\;b\approx 1{,}6892464b,}
меньшая диагональ грани (делящая грань на два равных треугольника) —
{\displaystyle f={\frac {1}{2}}{\sqrt {12-2{\sqrt {2}}}}\;b\approx 1{,}5142302b.}
Описать около дельтоидального икоситетраэдра сферу — так, чтобы она проходила через все вершины, — невозможно.
Тупой угол грани (между двумя «короткими» сторонами) равен {\displaystyle \arccos \left(-{\frac {2+{\sqrt {2}}}{8}}\right)\approx 115{,}26^{\circ };} три острых угла грани равны {\displaystyle \arccos \,{\frac {2-{\sqrt {2}}}{4}}\approx 81{,}58^{\circ }.}
Двугранный угол при любом ребре одинаков и равен {\displaystyle \arccos \left(-{\frac {7+4{\sqrt {2}}}{17}}\right)\approx 138{,}12^{\circ }.}

## В природе и культуре
В форме дельтоидального икоситетраэдра встречаются кристаллы анальцима, лейцита, а так же некоторых разновидностей граната: спессартина, андрадита.

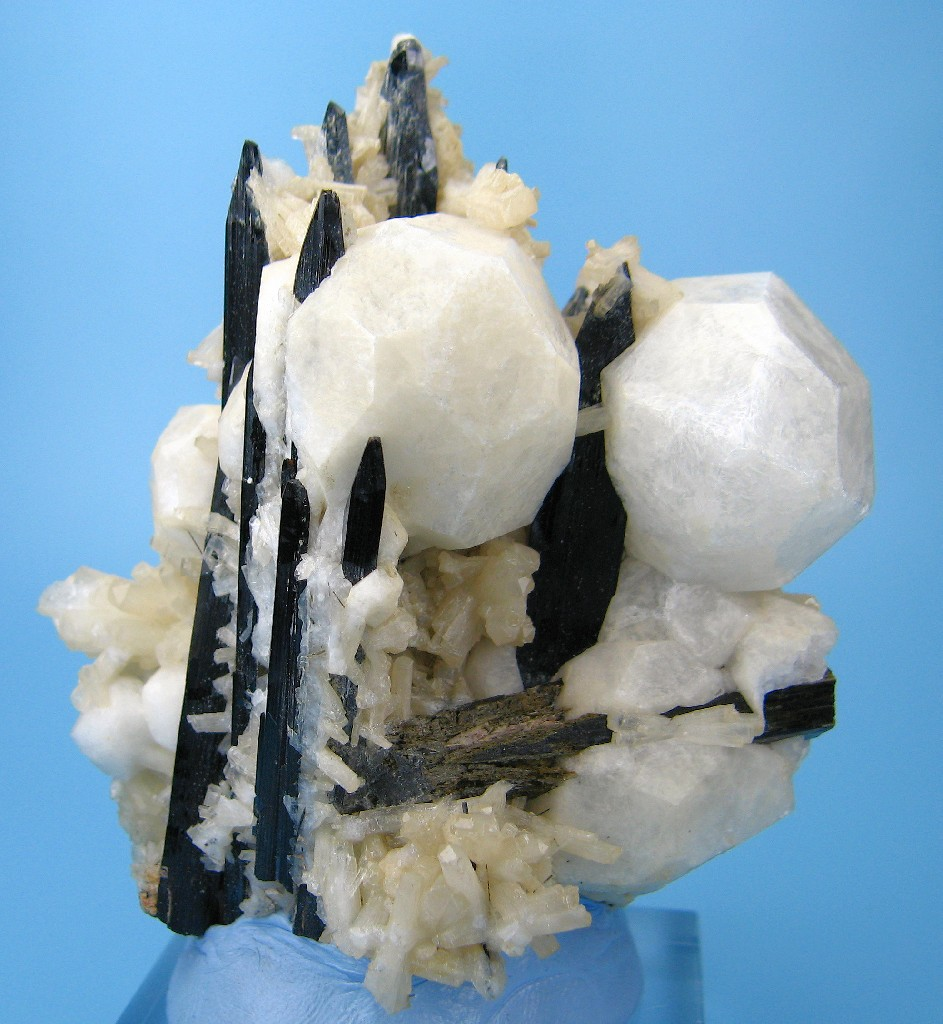
Анальцим
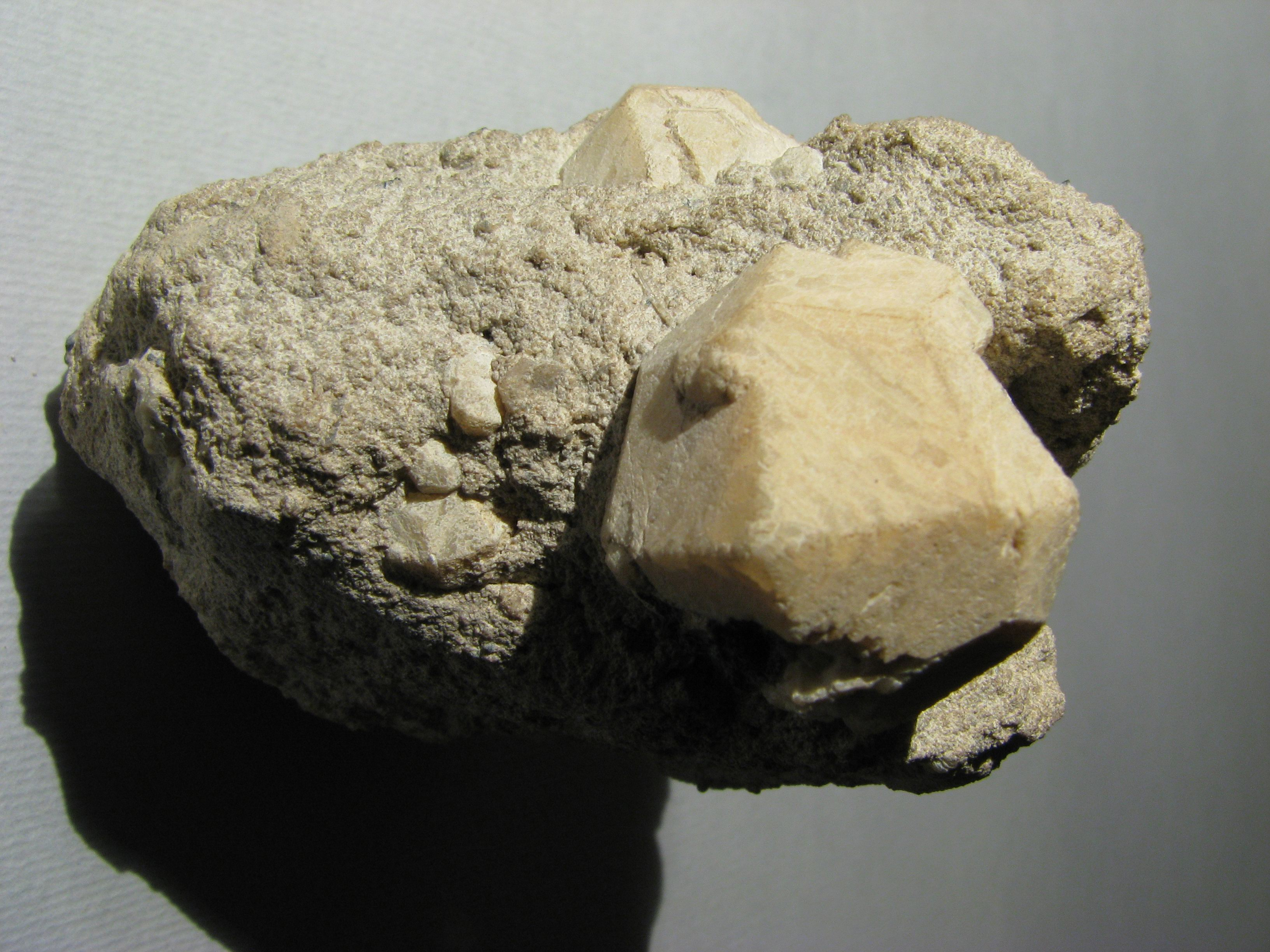
Лейцит
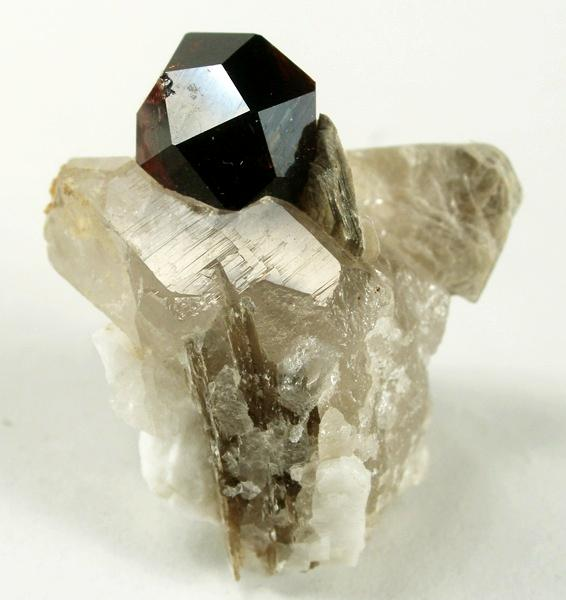
Спессартин

Дельтоидальный икоситетраэдр играет важную роль в рассказе Говарда Лавкрафта «Обитающий во Тьме», где фигурирует под принятым в кристаллографии названием «trapezohedron». В стереометрии словом «трапецоэдр» обозначается другой многогранник.